# Lentillac-du-Causse
Lentillac-du-Causse är en kommun i departementet Lot i regionen Occitanien i södra Frankrike. Kommunen ligger i kantonen Lauzès som tillhör arrondissementet Cahors. År 2022 hade Lentillac-du-Causse 108 invånare.

## Befolkningsutveckling
Antalet invånare i kommunen Lentillac-du-Causse
| Referens: INSEE |